# Mesquakies
Pour la langue, voir Mesquakie (langue).
Pour les articles homonymes, voir Renard (homonymie) et Fox.
Les Mesquakies ou Meshkwahkihaki, également appelés Renards ou Fox, sont une tribu amérindienne d'expression algonquienne qui est aujourd'hui alliée à la tribu Sac et forment la Nation Sac et Fox.

## Ethnonymie
Le nom Meshkwahkihaki par lequel ils se désignent signifie « Peuple de la terre rouge ». Les Français ont pris connaissance de cette tribu par le biais des Hurons et des Ojibwés et les ont initialement désignés sous le nom d'Outagamis, mot emprunté au chippewa signifiant « Peuple de la rive opposée ». Le nom de Renard (Fox en anglais) provient d'une confusion française, qui donna le nom d'un clan à toute la tribu.

## Histoire

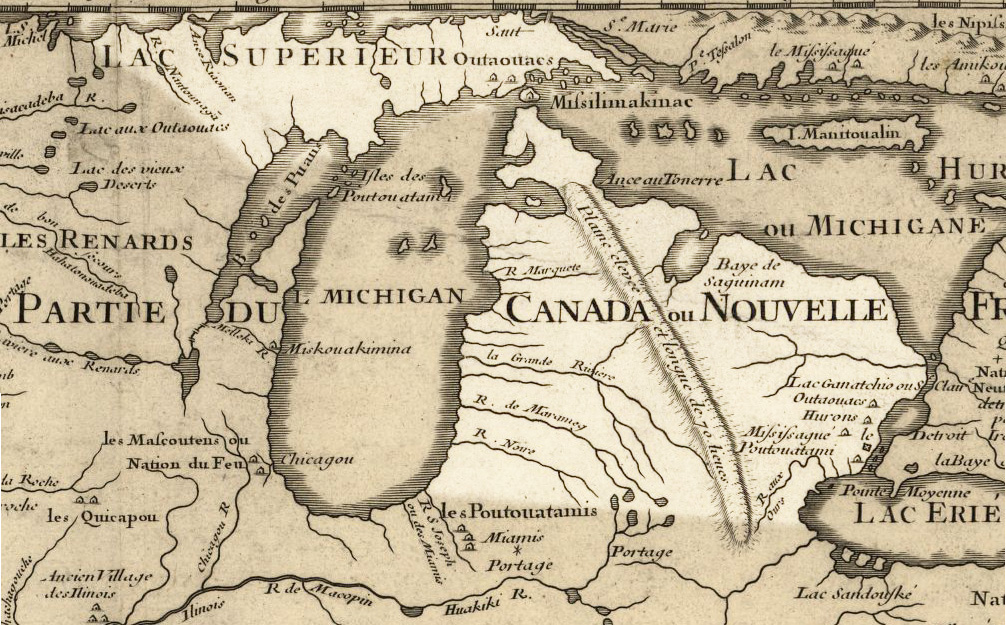
Carte de la région du Michigan et des Renards à l'époque de la Nouvelle-France par Guillaume Delisle (1718).

Les Mesquakies vivaient à l'origine à l'Est du Michigan le long du fleuve Saint-Laurent. Leur population a pu excéder 10 000 personnes, mais des années de guerre avec les Hurons soutenus et armés par la France réduisirent leur nombre et les contraignirent à partir vers l'Ouest dans la région située entre la baie de Saginaw et Détroit dans l'État du Michigan actuel. Ils migrèrent ensuite vers Chicago dans l'Illinois, puis dans le Wisconsin. 
Dans le Wisconsin, les Mesquakies prirent le contrôle de la Fox. Cette rivière était vitale pour la traite des fourrures entre le Canada français et l'intérieur de l'Amérique du Nord, car elle permettait de naviguer de Green Bay sur le lac Michigan jusqu'au Mississippi. En descendant la rivière Fox jusqu'au lac Winnebago, par la Wolf on atteignait par un court portage (aujourd'hui la ville de Portage) la Wisconsin. Ce cours d'eau représentait une artère vitale, permettant de rejoindre le Mississippi et ce que les Français dénommaient la Louisiane après l'expédition de Cavalier de la Salle en 1682. 
Lorsque les Français eurent leur premier contact avec les Mesquakies, ils estimèrent leur population à 6 500 âmes. En 1712, ils ne sont plus que 3 500 lorsque la première guerre des Renards avec les Français éclate (1712 à 1714). 
Marie-Angélique le Blanc, l'enfant sauvage découverte à Songy, est issue de cette tribu.
Le nombre des Mesquakies continue de chuter tout le long du XVIIIe siècle : ils ne seraient que 1 500 au début de la seconde guerre des Renards de 1728. Après ce dernier épisode de conflit, on observe une population finalement réduite à 500 individus, qui trouvent refuge auprès des Sauks, attirant sur ceux-ci le courroux des Français.
La première guerre des Renards est de nature purement économique. Les Français désirant s'arroger des droits sur le système de navigation permettant d'accéder au fleuve Mississippi. La seconde guerre des Renards est un pur génocide, les Mesquakies refusant obstinément de permettre aux traiteurs de fourrures l'accès aux rivières aux Renards (Fox) et aux Loups (Wolf).
Des membres de la tribu Fox s'éparpillent dans le sud du Wisconsin et la frontière Iowa-Illinois. En 1829 le gouvernement américain estime leur population à 1 500 personnes (vivant au sein d'une population de 5 500 Sauks). Certains d'entre eux participeront avec les Sauks à la guerre de Black Hawk alors qu'ils refusent d'abandonner leurs terres de l'Illinois.  
Les Mesquakies qui s'étaient enfuis vers l'ouest du Mississippi seront surnommés le Peuple Perdu par les Dakotas.
Les Mesquakies s'installent ensuite près de Tama dans l'Iowa, après que les Sauks ont été parqués dans une réserve du Territoire indien, maintenant l'Oklahoma. Vers 1910, ils ne sont plus que 1 000, Sauks et Fox confondus, en 2000, ils ne sont pas plus de 4 000.